# Sophie Chauveau
Sophie Chauveau, född 12 juni 1999, är en fransk skidskytt.

## Karriär
På Världsmästerskapen i skidskytte 2024 ingick Chauveau i Frankrikes damlag som tog guld i damernas stafett (4 × 6 km). Vid samma mästerskap slutade hon fyra i såväl sprinten som i jaktstarten. Tillsammans med det franska laget vann under säsongen även tre världscuptävlingar i stafett.